# André Bergeret
Pour les articles homonymes, voir Bergeret.
André Bergeret (Paris 11e, 15 avril 1904 - Paris 13e, 26 décembre 1966) est un officier de marine marchande, qui fut résistant pendant la Seconde Guerre mondiale et, à ce titre, fut nommé Compagnon de la Libération.

## Vie avant la guerre
Fils d'ingénieur, il suit les cours de la marine marchande et embarque en 1923 sur le navire école Jacques Cartier.
Il accomplit son service militaire dans la Marine nationale de novembre 1924 à juin 1926.
Libéré, il entre à la Compagnie des Messageries maritimes comme lieutenant stagiaire, puis sert dans la marine marchande pendant les années 1930.

## Seconde Guerre mondiale
Pendant la Drôle de guerre, il est lieutenant de 1re classe sur le paquebot Président-Doumer (Compagnies maritimes) et est surpris lors de l'Armistice à Port-Saïd (Égypte) où le bâtiment est réquisitionné par les Britanniques. Bergeret s'engage alors dans les Forces navales françaises libres (FNFL).
Il navigue d’abord en Méditerranée avec un équipage franco-britannique, puis est nommé, avec le grade de lieutenant de vaisseau, commandant de la corvette Roselys en octobre 1941 et assure la couverture des convois dans l'Atlantique nord.
En février 1942, la Roselys éperonne un sous-marin allemand.
Promu capitaine de corvette à titre temporaire le 1er juin 1942, il prend, le même jour, le commandement de la 1re Division de corvettes FNFL basée à Greenock tout en gardant le commandement opérationnel de la Roselys.
Le 5 juillet 1942, lors d'un convoi de retour de Mourmansk, les navires sont pris dans un champ de mines. Il parvient à recueillir 179 naufragés et reçoit les félicitations de l'amirauté américaine, ainsi que la croix d’officier de la Legion of Merit américaine.
Il est promu capitaine de corvette à titre définitif en avril 1943.
Début 1944, il quitte la Roselys pour prendre les fonctions de sous-chef d’État-major des FNFL avant de commander, à partir de septembre 1944, la frégate Croix de Lorraine avec laquelle il patrouille dans la Manche.
Promu capitaine de frégate en avril 1945, alors qu’il a accompli 50 mois de navigation en opérations, le général de Gaulle lui remet la Croix de la Libération à Paris le 18 juin 1945.

## Après la guerre
Il sert ensuite successivement au deuxième Bureau de l’État-major général de la Marine, puis au cabinet du ministre des Travaux publics, Jules Moch.
Il retourne ensuite comme capitaine de 1re classe aux Messageries maritimes. Il y commande de nombreux bâtiments après avoir servi en Indochine de 1948 à 1950, dont le paquebot MS La Marseillaise, navire amiral de la flotte des Messageries Maritimes. Il est nommé en 1959 Inspecteur de la navigation aux Messageries Maritimes.
Capitaine de vaisseau de réserve.

## Vie privée
André Bergeret a été marié trois fois :
- 30-9-1939 avec Ida Treat (1889-1978), ex-épouse de Paul Vaillant-Couturier
- 20-5-1950 avec Simone Suzanne
- 20-5-1963 avec Evelyn Wallace (1919-1997)

Il n'a pas de descendance connue.

## Décorations
- Commandeur de la Légion d'honneur
- Compagnon de la Libération (décret du 12 juin 1945)
- Croix de guerre 1939–1945 (4 citations)
- Officier de l'ordre du Mérite maritime
- Officier du Mérite Touristique
- Médaille d'honneur pour acte de courage et de dévouement, bronze
- Distinguished Service Cross (Royaume-Uni)
- Officier de la Légion du Mérite (États-Unis)

## Sources
- http://www.ordredelaliberation.fr/fr_compagnon/83.html
- Georges Blond, Les Cargos massacrés, convois vers l'URSS, Arthème Fayard, 1950.